# Good Luck Charlie (seizoen 1)
Seizoen 1 van de Walt Disney-serie Good Luck Charlie ging van start in de Verenigde Staten op 4 april 2010, en in Nederland en Vlaanderen op 7 januari 2011. Dit seizoen bevat 26 afleveringen.

## Samenvatting
In dit seizoen wordt onder andere Charlie geboren (te zien in aflevering 8) en gaan de Duncans op vakantie (Snow Show). Ook wordt Teddy in dit seizoen bedrogen door Spencer.

## Rolverdeling
- Teddy Duncan - Bridgit Mendler
- PJ Duncan - Jason Dolley
- Gabe Duncan - Bradley Steven Perry
- Charlie Duncan - Mia Talerico
- Amy Duncan-Blankenhooper - Leigh-Allyn Baker
- Bob Duncan - Eric Allan Kramer

## Gastacteurs
- Spencer Walsh - Shane Harper
- Ivy Renee Wentz - Raven Goodwin
- Emmett Heglin - Micah Stephen Williams
- Estelle Dabney - Patricia Belcher

## Afleveringen
| No. in serie | No. in seizoen | Titel                            | Regie            | Script                            | Uitzenddatum      | Uitzenddatum   | Productiecode |
| ------------ | -------------- | -------------------------------- | ---------------- | --------------------------------- | ----------------- | -------------- | ------------- |
| 1            | 1              | "Study Date"                     | Shelly Jensen    | Phill Baker & Drew Vaupen         | 4 april 2010      | 7 januari 2011 | 101           |
| 2            | 2              | "Baby Come Back"                 | Shelly Jensen    | Dan Staley                        | 11 april 2010     | onbekend       | 102           |
| 3            | 3              | "The Curious Case of Mr. Dabney" | Eric Dean Seaton | Christopher Vane                  | 18 april 2010     | onbekend       | 106           |
| 4            | 4              | "Double Whammy"                  | Eric Dean Seaton | Erika Kaestle & Patrick McCarthy  | 25 april 2010     | onbekend       | 104           |
| 5            | 5              | "Dance Off"                      | Eric Dean Seaton | Christopher Vane                  | 2 mei 2010        | onbekend       | 108           |
| 6            | 6              | "Charlie Dit It!"                | Adam Weissman    | Jim Gerkin                        | 9 mei 2010        | onbekend       | 107           |
| 7            | 7              | "Butt Dialing Duncans"           | Bob Koherr       | Jim Gerkin                        | 16 mei 2010       | onbekend       | 118           |
| 8            | 8              | "Charlie is 1"                   | Adam Weissmann   | Andrew Orenstein                  | 23 mei 2010       | onbekend       | 110           |
| 9            | 9              | "Up a Tree"                      | Eric Dean Seaton | Erika Kaestle & Patrick McCartney | 6 juni 2010       | onbekend       | 105           |
| 10           | 10             | "Take Mel Out to the Ball Game"  | Eric Dean Seaton | Andrew Orenstein                  | 13 juni 2010      | onbekend       | 103           |
| 11           | 11             | "Boys Meets Girls"               | Eric Dean Seaton | Phil Baker & Drew Vaupen          | 27 juni 2010      | onbekend       | 109           |
| 12           | 12             | "Kit and Kaboodle"               | Bob Koherr       | Phil Baker & Drew Vaupen          | 11 juli 2010      | onbekend       | 111           |
| 13           | 13             | "Teddy's Little Helper"          | Bob Koherr       | Michael Fitzpatrick               | 1 augustus 2010   | onbekend       | 112           |
| 14           | 14             | "Blankie Go Bye-Bye"             | Bob Koherr       | Jim Gerkin                        | 15 augustus 2010  | onbekend       | 113           |
| 15           | 15             | "Charlie Goes Viral"             | Eric Dean Seaton | Erika Kaestle & Patrick McCarthy  | 29 augustus 2010  | onbekend       | 114           |
| 16           | 16             | "Duncan's Got Talent"            | Eric Dean Seaton | Phil Baker & Drew Vaupen          | 12 september 2010 | onbekend       | 115           |
| 17           | 17             | “Kwikki Chick”                   | Eric Dean Seaton | Dan Staley                        | 19 september 2010 | onbekend       | 116           |
| 18           | 18             | “Charlie in Charge”              | Bob Koherr       | Phil Baker & Drew Vaupen          | 17 oktober 2010   | onbekend       | 123           |
| 19           | 19             | “Sleepless in Denver”            | Adam Weissman    | Jim Gerkin                        | 24 oktober 2010   | onbekend       | 125           |
| 20           | 20             | “Girl Bites Dog”                 | Eric Dean Seaton | Christopher Vane                  | 14 november 2010  | onbekend       | 117           |
| 21           | 21             | “Teddy’s Broken Heart Club Band” | Adam Weissman    | Michael Fitzpatrick               | 21 november 2010  | onbekend       | 119           |
| 22           | 22             | “Teddy Rebounds”                 | Eric Dean Seaton | Phil baker & Drew Vaupen          | 28 november 2010  | onbekend       | 120           |
| 23           | 23             | “Pushing Buttons”                | Adam Weissman    | Phil Baker & Drew Vaupen          | 12 december 2010  | onbekend       | 124           |
| 24           | 24             | “Snow Show” (Part 1)             | Shelley Jensen   | Erika Kaestle & Patrick McCarthy  | 16 januari 2011   | onbekend       | 121           |
| 25           | 25             | “Snow Show” (Part 2)             | Joel Zwick       | Christopher Vane                  | 23 januari 2011   | onbekend       | 122           |
| 26           | 26             | “Driving Mrs. Dabney”            | Bob Koherr       | Dan Staley                        | 30 januari 2011   | 20 juni 2011   | 126           |